# タラネ・ジャバンバク

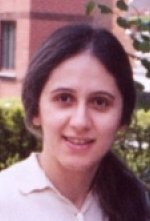

タラネ・ジャバンバク(ペルシア語: ترانه جوانبخت, 1974年5月12日)は、イラン系カナダ人の科学者、哲学者、芸術家、作家、詩人、翻訳者、文学評論家、ピアレビュー者、編集者、人権活動家である。

## 作品
- ネニズム[5][6]
- 科学論文[16][17][18][19]
- ピラミッド[11][20][21]
- ミラージュ[22]

## 彼女の作品に対する批評家
彼女の作品に関するいくつかの批評家がメディアに発表した。 これらの批評家の中には、次のようなものがあります。
- ムサヴィ, メヒディ, ルザン 新聞, 1588, p. 6, 2009[23]
- ケシャレ, サイード レザ, エテマド メリ 新聞, 821, p. 9, 2008[24]
- シャリフニア, ハミド, ルザン 新聞, 1653, p. 6, 2009[25]
- Heydary, Vahid, マルディムサラリー 新聞, 1941, 2008[11]
- アタラン, アリレザ, エテマド メリ 新聞, 811, p. 8, 2008[26]
- モラヴィ, ホセイン, ワズナ マガジン, 2011[27]

## 他の本では
いくつかの研究者と作家は、彼女の伝記を出版し、イランと米国で出版された本に取り組んでいます。 偉大なイスラムの百科事典のためのセンターは、彼女の哲学的なシステムを再出版しました。彼女の哲学である知識と美学を2016年に再出版しました。プーラン ファロクザド は、2002年に サーテ 出版した タラネ・ジャバンバク の本について書いています。 笑  アッバース は別のアンソロジーで タラネ・ジャバンバク の詩を出版した。 この本は、ネガが2013年にテヘランで出版したものです。モナ・ファラヒは2015年にアルデビルで マハジ アルデビル 出版 が出版した タラネ・ジャバンバク の別の詩を出版しました。モハメッド 選択するゼデス  は タラネ・ジャバンバク と詩集、短編小説 彼の著書には、2017年にテヘランで出版された フェニックス によって出版された翻訳書があります。

## 賞と栄誉
- イランの原子力機構からの賞, 1993[28]
- ポリテクニック賞, 2011, 2012, 2013[29]